# Ворошнево
Ворошнево — деревня в Курском районе Курской области России, административный центр Ворошневского сельсовета. 

## География
Деревня находится на реке Сейм (левый приток Десны), в 79 км от российско-украинской границы, в 11 км к юго-западу от Курска.
Улицы
В деревне улицы: 453-454 км разъезд, Белинского, Ватутина, Газопроводская, Коноплянка 1-я, Коноплянка 2-я, Коноплянка 3-я, Масалова, Мирная, Ольховская, Садовая, Сосновая, Тепличная, Тепличная 2-я и Широкая.
Климат
Ворошнево, как и весь район, расположено в поясе умеренно континентального климата с тёплым летом и относительно тёплой зимой (Dfb в классификации Кёппена).
| Показатель                                                                      | Янв. | Фев. | Март | Апр. | Май  | Июнь | Июль | Авг. | Сен. | Окт. | Нояб. | Дек. | Год  |
| ------------------------------------------------------------------------------- | ---- | ---- | ---- | ---- | ---- | ---- | ---- | ---- | ---- | ---- | ----- | ---- | ---- |
| Средний суточный максимум, °C                                                   | −4,2 | −3,2 | 2,7  | 13   | 19,4 | 22,7 | 25,3 | 24,7 | 18,2 | 10,5 | 3,3   | −1,2 | 10,9 |
| Средняя температура, °C                                                         | −6,2 | −5,7 | −0,8 | 8,2  | 14,8 | 18,4 | 21   | 20,1 | 14   | 7,3  | 1,1   | −3,2 | 7,4  |
| Средний суточный минимум, °C                                                    | −8,7 | −8,8 | −4,9 | 2,7  | 9,1  | 13,1 | 15,9 | 14,9 | 9,8  | 3,9  | −1,2  | −5,4 | 3,4  |
| Норма осадков, мм                                                               | 51   | 45   | 47   | 50   | 62   | 71   | 73   | 55   | 59   | 59   | 47    | 49   | 668  |
| Источник: Погода по месяцам c ru.climate-data.org(дата обращения: Декабрь 2021) |      |      |      |      |      |      |      |      |      |      |       |      |      |

Часовой пояс
Деревня Ворошнево, как и вся Курская область, находится в часовой зоне МСК (московское время). Смещение применяемого времени относительно UTC составляет +3:00.

## Население
| 2002 | 2010  | 2021  |
| ---- | ----- | ----- |
| 3319 | ↘3261 | ↗3275 |

## Инфраструктура
Детский сад. Амбулатория. Администрация сельсовета.

## Транспорт
Ворошнево находится на автодорогe федерального значения М2 «Крым» (часть европейского маршрута E 105), на автодорогe регионального значения 38К-017 (Курск — Льгов — Рыльск — граница с Украиной), в ж/д разъезде и остановочном пункте 454 км (линия Льгов I — Курск).
В 116 км от аэропорта имени В. Г. Шухова (недалеко от Белгорода).